# Manyas Çayı
Der Manyas Çayı (auch Kocaçay oder Madra Deresi) ist ein linker Nebenfluss des Simav Çayı im Nordwesten der Türkei. Der Manyas Çayı ist der antike Fluss Tarsios (latinisiert Tarsius).
Der Manyas Çayı entspringt im Gebirgszug Kocadağ im Westen der Provinz Balıkesir.
Der Fluss passiert das Kreisverwaltungszentrum İvrindi. Weiter nordöstlich wird der Manyas Çayı von der Manyas-Talsperre aufgestaut. Der Fluss setzt unterhalb der Talsperre seinen Kurs nach Nordosten fort.
Er fließt 2 km nördlich an der Stadt Manyas vorbei und mündet in das südliche Seeufer des Manyas Gölü. Diesen entwässert er an dessen Südostufer.
Der Manyas Çayı fließt in nordöstlicher Richtung und mündet schließlich nördlich von Karacabey in den nach Norden strömenden Simav Çayı.